# Liparis hostifolia
Liparis hostifolia är en orkidéart som först beskrevs av Gen-Iti Koidzumi, och fick sitt nu gällande namn av Gen-Iti Koidzumi och Takenoshin Nakai. Liparis hostifolia ingår i släktet gulyxnen, och familjen orkidéer. Inga underarter finns listade i Catalogue of Life.